# Fred Sinowatz
Fred Sinowatz (ur. 5 lutego 1929 w Neufeld an der Leitha, zm. 11 sierpnia 2008 w Wiedniu) – austriacki polityk, przewodniczący Socjalistycznej Partii Austrii (1983–1988), parlamentarzysta, minister i wicekanclerz, a od 1983 do 1986 kanclerz Austrii.

## Życiorys
Urodził się w Neufeld an der Leitha w rodzinie ślusarza i szwaczki. W 1948 zdał maturę, a w 1953 ukończył historię na Uniwersytecie Wiedeńskim. Pracował w administracji publicznej Burgenlandu.
W latach 1957–1969 zasiadał w radzie gminy Neufeld an der Leitha. W 1961 został sekretarzem organizacji krajowej Socjalistycznej Partii Austrii (SPÖ) w Burgenlandzie. W tym samym roku został posłem do landtagu, był również przewodniczącym tego gremium w latach 1964–1966. W 1966 wszedł w skład rządu krajowego Burgenlandu. Od 1971 sześciokrotnie uzyskiwał mandat posła do Rady Narodowej. W latach 1971–1983 pełnił funkcję ministra edukacji i sztuki w rządach Brunona Kreisky'ego. Od 1981 był zastępcą przewodniczącego, zaś od października 1983 do 1988 przewodniczącym SPÖ. W 1981 objął stanowisko wicekanclerza, zaś po odejściu Brunona Kreisky'ego był od maja 1983 do czerwca 1986 kanclerzem Austrii w ramach koalicji SPÖ i FPÖ. Podał się do dymisji m.in. na skutek wyboru Kurta Waldheima na stanowisko prezydenta. Przez dwa lata po odejściu z rządu stał jeszcze na czele SPÖ i zasiadał w Radzie Narodowej, po czym w 1988 wycofał się z aktywnej polityki.
Zmarł w 2008. Został pochowany w rodzinnej miejscowości w Burgenlandzie. Miał syna i córkę.
W 2004 został honorowym burmistrzem Neufeld an der Leitha. Jego imieniem nazwano szkołę sportową w Wiedniu.